# Muzaffar II di Johor
Alauddin Riayat Shah II (1546 – Kota Panjor, 1570) è stato sultano di Johor dal 1564 al 1570.

## Biografia
Muzaffar II di Johor nacque nel 1546 ed era il figlio primogenito del sultano Alauddin Riayat Shah II e di Kesuma Dewi. Venne educato privatamente.
Prima dell'ascesa al trono aveva il titolo di Raja Muda Perdana. Nel 1564 fu proclamato sovrano del Johor dopo che il padre morì poco dopo essere stato catturato e portato ad Aceh.
L'anno successivo trasferì la capitale da Johor Lama a Seluyut per affermare la sua indipendenza dal sultanato di Aceh.
Si sposò tre volte. La sua prima moglie era Tun Mas Jiwa, figlia del temenggung Tun Hassan. La sua seconda moglie era Tun Trang, figlia di Tun Ali, Seri Nara Diraja di Pahang. Tun Trang gli diede due figli Abdul Jalil e Raja Radin. Tun Fatimah, la sua terza sposa, era l'ex moglie del sultano Ali Abdul Jalil Jalla Shah II e figlia del sultano Husain Ali Shah Riayat di Aceh.
Morì avvelenato a Kota Panjor nel 1570.